# José Antonio Huelga
José Antonio Huelga Ordaz, jugador de béisbol cubano conocido también como el «Héroe de Cartagena» nació el 14 de marzo de 1948 en el central azucarero Melanio Hernández, de Tuinicú, Sancti Spíritus. 
En 1964 el joven Huelga que jugaba en la tercera base, llegó improvisado al box en una competencia provincial escolar contra Camajuaní, a partir de allí comenzaría su impresionante carrera como lanzador.
El 4 de julio de 1974 en un accidente de tránsito en la carretera de Mariel murió a la edad de 26 años. En su honor el estadio del equipo Sancti Spíritus de béisbol lleva su nombre.

## Principales resultados
- En 48 horas, primero como abridor contra Burt Hooton, y luego en funciones de relevista, derrotó dos veces a los Estados Unidos en el play off decisivo del Campeonato mundial de 1970, debido a lo cual fue catalogado por Fidel Castro como el Héroe de Cartagena. Este desempeño influyó notablemente en su designación como atleta del año en Cuba.
- Una tercera victoria (4x3) contra el equipo estadounidense la logró en los Juegos Panamericanos Cali 1971. Ese mismo año dejó en dos hits a la Selección de Estrellas que enfrentó a Cuba en la clausura del Campeonato Mundial que se celebró en Cuba.
- En campeonatos nacionales ganó los partidos que les dieron a Azucareros el título de las Series Nacionales de 1967-1968 y 1971-1972, y salvó el partido decisivo de la Serie de los Diez Millones (1970).
- Logró el sexto juego cero hits, cero carreras de las Series Nacionales contra Granjeros.
- Trabajó durante 20 entradas frente a Occidentales en la Primera Serie de Estrellas (1968), en un desafío en el que ponchó en la última entrada a Urbano González, considerado el bateador de mejor vista en los campeonatos nacionales.
- En siete Series Nacionales en las que acumuló 73 victorias y 32 derrotas, solo permitió 9 jonrones en 871 entradas y un tercio.
- Todavía ostenta el mejor promedio de carreras limpias de por vida (1.50) entre todos los lanzadores del béisbol revolucionario.